# Francisco Ou
Pour les articles homonymes, voir Ou.
Francisco Ou (chinois traditionnel : 歐鴻鍊 ; pinyin : Oū Hóngliàn), né le 5 janvier 1940 à Hsinchu et mort le 30 octobre 2021, est un diplomate et homme politique taïwanais.
Il occupe le poste de ministre des Affaires étrangères du 20 mai 2008 au 10 septembre 2009, succédant à James Huang.
Il est ambassadeur au Nicaragua de 1984 à 1985 et au Guatemala de 1990 à 1996 et de 2003 à 2008.

## Sources
- (en) Cet article est partiellement ou en totalité issu de l’article de Wikipédia en anglais intitulé « Francisco Ou » (voir la liste des auteurs).